# Aulos (Ariège)
Pour les articles homonymes, voir Aulos.
Aulos est une ancienne commune française située dans le département de l'Ariège, en région Occitanie. Depuis le 1er janvier 2019, elle est intégrée dans la commune nouvelle d'Aulos-Sinsat.

## Géographie
L'Ariège, l'Aston, le Ruisseau des Moulines sont les principaux cours d'eau.

### Communes limitrophes
| Sinsat (Aulos-Sinsat) |                | Verdun       |
|                       | Aulos          |              |
| Larcat                | Château-Verdun | Les Cabannes |

## Histoire
La commune fusionne le 1er janvier 2019 avec Sinsat pour former la commune de Aulos-Sinsat dont la création est actée par arrêté du préfet de l'Ardèche en date du 27 septembre 2018.

## Politique et administration
| Période                                  | Période  | Identité          | Étiquette | Qualité  |
| ---------------------------------------- | -------- | ----------------- | --------- | -------- |
| mars 2001                                | en cours | Jean-Yves Cencigh | DVG       | Retraité |
| Les données manquantes sont à compléter. |          |                   |           |          |

## Démographie
L'évolution du nombre d'habitants est connue à travers les recensements de la population effectués dans la commune depuis 1800. Pour les communes de moins de 10 000 habitants, une enquête de recensement portant sur toute la population est réalisée tous les cinq ans, les populations de référence des années intermédiaires étant quant à elles estimées par interpolation ou extrapolation. Pour la commune, le premier recensement exhaustif entrant dans le cadre du nouveau dispositif a été réalisé en 2006.

En 2016, la commune comptait 54 habitants, en évolution de −1,82 % par rapport à 2010 (Ariège : +1,48 %, France hors Mayotte : +2,11 %).
| 1800 | 1806 | 1821 | 1831 | 1836 | 1841 | 1846 | 1851 | 1856 |
| ---- | ---- | ---- | ---- | ---- | ---- | ---- | ---- | ---- |
| 77   | 113  | 101  | 100  | 113  | 118  | 122  | 127  | 119  |

| 1861 | 1866 | 1872 | 1876 | 1881 | 1886 | 1891 | 1896 | 1901 |
| ---- | ---- | ---- | ---- | ---- | ---- | ---- | ---- | ---- |
| 110  | 104  | 95   | 92   | 88   | 98   | 111  | 104  | 105  |

| 1906 | 1911 | 1921 | 1926 | 1931 | 1936 | 1946 | 1954 | 1962 |
| ---- | ---- | ---- | ---- | ---- | ---- | ---- | ---- | ---- |
| 102  | 91   | 89   | 79   | 65   | 76   | 73   | 80   | 71   |

| 1968 | 1975 | 1982 | 1990 | 1999 | 2006 | 2011 | 2016 | - |
| ---- | ---- | ---- | ---- | ---- | ---- | ---- | ---- | - |
| 91   | 81   | 60   | 38   | 60   | 58   | 55   | 54   | - |

## Lieux et monuments
Le village n'a pas d'église.